# Borów (Strzelin)
Pour les articles homonymes, voir Borów.
Borów est une localité polonaise et siège de la gmina de Borów, située dans le powiat de Strzelin en voïvodie de Basse-Silésie.